# ولدي (فلم 2018)
ولدي (بالعربية: ابني) هو فيلم دراما تونسي صدر عام 2018 للمخرج محمد بن عطية. تم اختيار الفيلم على الشاشة في «أسبوعي المخرجين» في حفل افتتاح مهرجان كان السينمائي لعام 2018.

## طاقم التمثيل
- محمد ظريف في دور رياض
- منى الماجري في دور نازلي
- إيمان شريف في دور سامحة
- زكريا بن عياد في دور سامي

## روابط خارجية
- مقالات تستعمل روابط فنية بلا صلة مع ويكي بيانات